# Екатерина Дафовска
Екатерина Дафовска е българска биатлонистка.

## Биография
Родена е на 28 ноември 1975 г. в град Чепеларе, област Смолян. На 15-годишна възраст се записва в спортния клуб на родния си град, където започва да се занимава с биатлон. Първият ѝ успех е през 1993 г., когато печели бронзов медал на световно първенство за девойки.

### Състезания
Екатерина Дафовска е най-успялата българска биатлонистка. В кариерата си има олимпийска титла, европейска титла, както и два бронзови медала от световни първенства.
Печели първия и единствен златен медал за България от Зимни олимпийски игри, в Нагано на 9 февруари 1998 г. в дисциплината 15 километра индивидуално. Дотогава България има само бронзово отличие, спечелено от Иван Лебанов на провелите се в Лейк Плесид, Зимни олимпийски игри от 1980 г.
Дафовска печели и златен медал в индивидуалната дисциплина на 15 километра за жени на Европейското първенство по биатлон през 2004 г. в Минск. Тогава 28-годишната чепеларка прави само две грешки в стрелбата и заема първо място с общо време 46:14,7 минути. Така към олимпийската титла от Нагано прибавя и европейската в тази дисциплина. Неин личен треньор е Боран Хаджиев, а в националния отбор Николай Болчев. През март 2007 г. обявява, че прекратява състезателната си кариера.

### Постижения
- Трето място в индивидуалната дисциплина на световното първенство в Антхолц (1995).
- Трето място в индивидуалната дисциплина на световното първенство в Оребли (1997).
- На зимните олимпийски игри в Нагано става първата олимпийска шампионка за България от Зимни олимпиади в коронната си дисциплина 15 км индивидуално (1998).
- На зимните олимпийски игри в Солт Лейк Сити завършва пета (2002).
- Европейска шампионка в Минск (2004).
- На зимните олимпийски игри в Торино завършва осма в нововъведената дисциплина масов старт (2006).

### Награди
- Най-добър спортист на Балканите за 1998 г.
- Спортист №1 на България за 1998 г.
- В Топ-10 при определяне на най-добър спортист на България за 2003 г.

### Любопитно
- В чест на олимпийската победа на Екатерина Дафовска е издадена специална марка.
- Екатерина Дафовска казва за себе си, че обича да пътува, а хобитата ѝ са слушането на музика и четенето на книги.

### Факти
- Екатерина Дафовска владее добре английски и руски език.
- Висока е 163 см, и тежи 54 кг.
- Продължава да живее в град Чепеларе.
- Има син – Мартин, от брака си с лекоатлета Светлин Проданов. Вторият ѝ съпруг е Николай Василев – биатлонист. От него Дафовска също има син – Димитър.
- Участвала е в 4 олимпиади.
- Единственият български спортист със златен медал от Зимни олимпийски игри.

### След края на активната спортна кариера
Екатерина Дафовска е олимпийско аташе на зимните олимпийски игри в Сочи през 2014 г.